# Měšťanský dům (Biela 6)
Měšťanský dům na Bílé ulici 6 je národní kulturní památka zapsaná v Ústředním seznamu památkového fondu (pod číslem 228/1), která se nachází v bratislavské městské části Staré město. Za národní kulturní památku byl vyhlášen 23. října 1963.
V rámci celého objektu se nacházejí různé jedinečné prvky. Na nádvoří domu jsou to arkády nebo také pieskovcoá fontána s reliéfem zobrazujícím Putti na zádech ryby, která pochází z 2. poloviny 18. století a jejíž autor je neznámý. Stejně se na nádvoří nacházejí i historické řemeslné nástroje (např. Vinohradnický vůz). Na fasádě je možné vidět vzácné nástěnné malby s vinařským motivem, kromě jiných obrazů je na nich vidět například i patrona vinařů sv. Urbana. Celá Bílá ulice je totiž známá svou vinohradnickou minulostí. Malby pocházejí ze 16. století.
V 18. století v domě bydlel bratislavský purkmistr, publicista a osvícenec Karl Gottlieb von Windisch. Později se majiteli domu stali Simon a Róza Fleischmannovi, rodiče světoznámého bratislavského sochaře Arthura Fleischmanna.
V současnosti se v přízemí nachází restaurace a na 1. patře domu muzeum Arthura Fleischmanna, jehož expozice zachycuje život a tvorbu Arthura Fleischmanna (1896 - 1990).